# مجموعه‌بناهای شیخ بهاءالدین (ازبکستان)

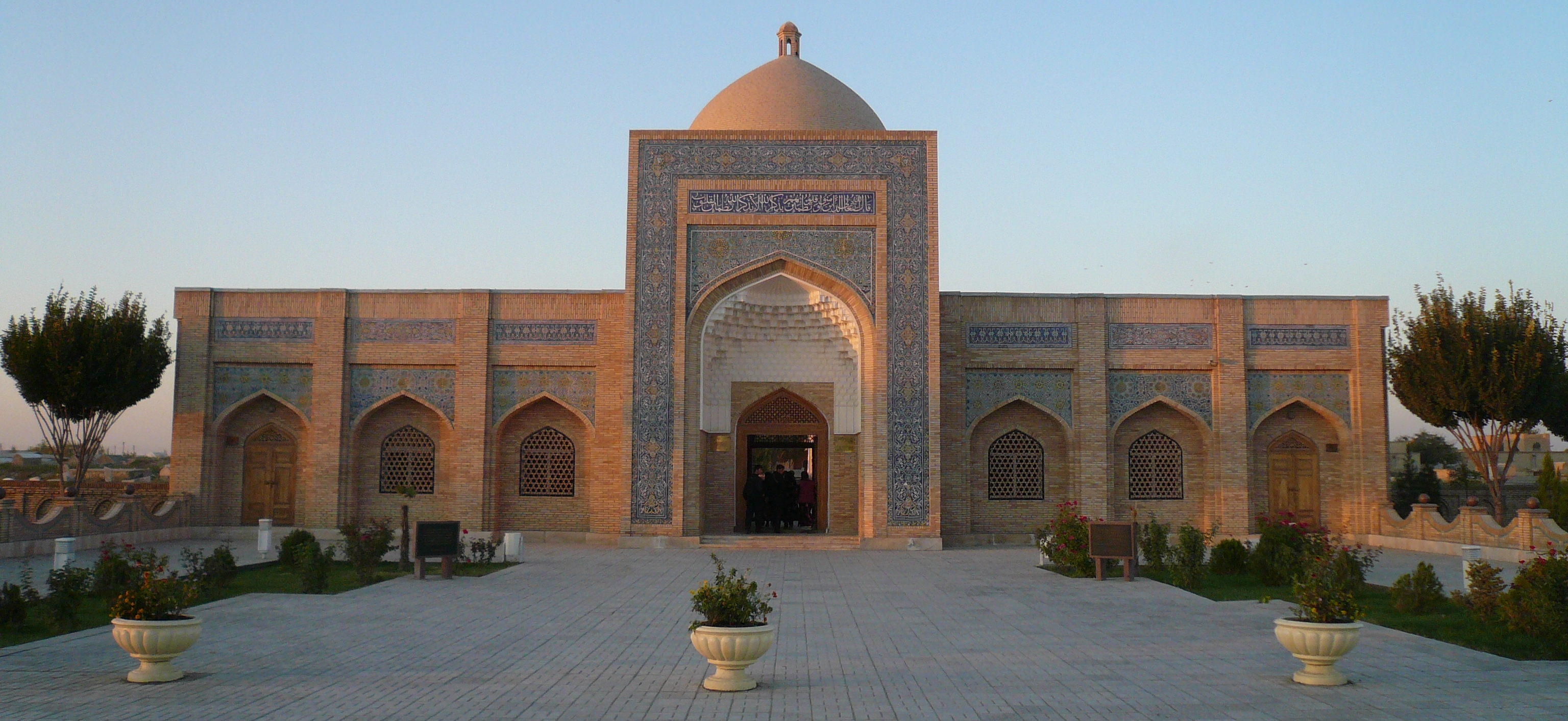
مقبره بهاءالدین محمد نقشبند

مجموعه بناهای شیخ بهاءالدین (انگلیسی: Bahoutdin Architectural Complex) در ازبکستان قرار دارد و جزء میراث جهانی یونسکو است. مقبره بهاءالدین محمد نقشبند در این مجموعه است.